# Бембишев, Эрдне Мендеринович
Эрдне́ Мендери́нович Бембишев, другой вариант — Бембешев (1900 год, аул Али-Кую, Моздокский отдел, Терская область, Российская империя — 1972 год, Городовиковск, Калмыцкая АССР) — старший чабан зерносовхоза № 112 Западного района Калмыцкой АССР. Герой Социалистического Труда (1959). Первый калмык, получивший звание Героя Социалистического Труда.

## Биография
Родился в 1900 году в ауле Али-Кую Терской области, Российская империя (сегодня — Курский район Ставропольского края). Трудовую деятельность начал с девятилетнего возраста. Батрачил у богатых калмыков. С 1925 года проживал в Большедербентском улусе Калмыцкой автономной области. С 1932 году трудился чабаном в сельскохозяйственной артели «Шин бядл». В 1939 году участвовал во Всесоюзной выставке ВСХВ, где получил серебряную медаль.
Участвовал в Великой Отечественной войне. Воевал ездовым в составе 1016-й отдельной роты связи 8-й армии. После ранения лечился в госпитале в Омской области. В декабре 1943 году был отозван с фронта в рамках Акции «Улусы» и сослан в Широклаг, куда прибыл в конце марта 1944 года. С апреля 1944 года — в составе трудармии на станции Половинки Моловской области. В январе 1945 года выслан на спецпоселение в Омскую область, где трудился старшим чабаном в сельскохозяйственной артели «Чернолучье». С апреля 1945 года — старший чабан совхоза имени Кирова Могонтуйского района Бурят-Монгольской автономной области.
В 1958 году возвратился в Калмыкию, где до пенсии работал чабаном в совхозе № 112 Западного района (в настоящее время — Городовиковский район) Калмыцкой АССР. В 1961 году вступил в КПСС.
В 1959 году бригада чабанов под его руководством получила в среднем по 132 ягнёнка от каждой сотни 100 овцематок и настригла в среднем по 5,8 килограмма шерсти с каждой овцы. Указом Президиума Верховного Совета СССР от 21 августа 1959 года удостоен звания Героя Социалистического Труда «за выдающиеся достижения в области сельского хозяйства» с вручением ордена Ленина и золотой медали Серп и Молот.
С 1961 года — член КПСС. В последующие годы трудился старшим чабаном в отделении № 2 зерносовхоза «Комсомолец».
В 1963 году вышел на пенсию. Проживал в Башанте (сегодня — Городовиковск). Скончался в 1972 году.
Память
- Его именем назван посёлок Бембишево Городовиковского района (до 1978 года — хутор Ближний).
- В Элисте на Аллее Героев установлен барельеф Эрдне Бембишева.

## Награды
- Герой Социалистического Труда — указом Президиума Верховного Совета СССР от 21 августа 1959 года;
- Орден Ленина (1959);
- Медаль «За победу над Германией в Великой Отечественной войне 1941—1945 гг.»
- Серебряная медаль ВДНХ.

## Источник
- Бембишев Эрдне Мендеринович: букл. // Наши земляки — Герои Социалистического Труда: компл. букл. / сост.: Г. Д. Андраева, З. Б. Очирова; ред. Е. Н. Бошева; худож. В. Я. Михин. — Элиста, 1987.